# Södra Åsbo och Bjäre domsaga
Södra Åsbo och Bjäre domsaga var en domsaga i Kristianstads län. Den bildades den 1 januari 1878 (enligt beslut den 1 juni 1877) genom delningen av Bjäre, Norra och Södra Åsbo häraders domsaga. Domsagan upplöstes den 1 januari 1971 i samband med tingsrättsreformen i Sverige. Domsagan överfördes då till Ängelholms tingsrätt.
Domsagans område utgjordes av häraderna Bjäre och Södra Åsbo och lydde under hovrätten över Skåne och Blekinge.

## Tingslag
Under Södra Åsbo och Bjäre domsaga lydde endast ett tingslag.
- Södra Åsbo och Bjäre domsagas tingslag

## Häradshövdingar
- 1878–1900 Wilhelm Reinhold Wester
- 1900–1903 Erik Marcks von Würtemberg
- 1904–1909 Herman Edvard Louis Améen
- 1909–1938 Jacob Linders
- 1938–1962 Gustaf Axel Vilhelm Eriksson
- 1963–1970 Gustaf Olof Rosenqvist

## Valkrets för val till andra kammaren
Mellan andrakammarvalen 1866 och 1908 utgjorde Södra Åsbo och Bjäre domsaga en valkrets: Södra Åsbo och Bjäre domsagas valkrets. Valkretsen avskaffades vid införandet av proportionellt valsystem inför valet 1911 och uppgick då i Kristianstads läns nordvästra valkrets.